# Сідар-Мілл (Орегон)
Сідар-Мілл (англ. Cedar Mill) — переписна місцевість (CDP) в США, в окрузі Вашингтон штату Орегон. Населення — 17 259 осіб (2020).

## Географія
Сідар-Мілл розташований за координатами 45°32′8″ пн. ш. 122°48′3″ зх. д. / 45.53556° пн. ш. 122.80083° зх. д. (45.535508, -122.800712).  За даними Бюро перепису населення США в 2010 році переписна місцевість мала площу 8,60 км², уся площа — суходіл.

## Демографія
Згідно з переписом 2010 року, у переписній місцевості мешкало 14 546 осіб у 5412 домогосподарствах у складі 4010 родин. Густота населення становила 1692 особи/км².  Було 5849 помешкань (680/км²).
Расовий склад населення:
| - 79,1 % — білих - 13,2 % — азіатів - 1,0 % — чорних або афроамериканців - 0,2 % — вихідців з тихоокеанських островів - 0,2 % — корінних американців - 2,2 % — осіб інших рас |

До двох чи більше рас належало 4,1 %. Частка іспаномовних становила 6,3 % від усіх жителів.
За віковим діапазоном населення розподілялося таким чином: 28,1 % — особи молодші 18 років, 63,0 % — особи у віці 18—64 років, 8,9 % — особи у віці 65 років та старші. Медіана віку мешканця становила 38,7 року. На 100 осіб жіночої статі у переписній місцевості припадало 96,9 чоловіків;  на 100 жінок у віці від 18 років та старших — 94,0 чоловіків також старших 18 років.
Середній дохід на одне домашнє господарство  становив 131 299 доларів США (медіана — 96 424), а середній дохід на одну сім'ю — 156 131 долар (медіана — 126 808). Медіана доходів становила 96 086 доларів для чоловіків та 52 550 доларів для жінок. За межею бідності перебувало 7,1 % осіб, у тому числі 5,4 % дітей у віці до 18 років та 4,7 % осіб у віці 65 років та старших.
Цивільне працевлаштоване населення становило 7629 осіб. Основні галузі зайнятості: освіта, охорона здоров'я та соціальна допомога — 24,2 %, виробництво — 16,0 %, науковці, спеціалісти, менеджери — 14,2 %.